# A Storm of Swords
A Storm of Swords (dt. Ein Sturm der Schwerter) ist der dritte Band der Fantasiesaga Das Lied von Eis und Feuer des US-amerikanischen Autors George R. R. Martin. Der Roman wurde im Jahr 2000 erst im Vereinigten Königreich und darauf in den Vereinigten Staaten veröffentlicht. In Deutschland erschien der Roman u. a. geteilt in die zwei Teile Sturm der Schwerter und Die Königin der Drachen, wieder vereint als Game of Thrones 3: Hört mich brüllen.

## Handlungsübersicht
Die Buchreihe ist in einer fiktionalen Welt angesiedelt, in der die Länge der Sommer und Winter unvorhersehbar variiert; eine Jahreszeit kann Jahre oder Jahrzehnte dauern, Frühling und Herbst hingegen sind vergleichsweise kurz. Der Handlungsort auf dem Kontinent Westeros ähnelt dem mittelalterlichen Europa, vor allem England. Der Handlungsteil um Daenerys Targaryen ist auf dem östlich von Westeros gelegenen Kontinent Essos angesiedelt.
A Storm of Swords fügt sich in der Handlung nahtlos an A Clash of Kings an: Die Sieben Königslande von Westeros sind nach wie vor von einem Bürgerkrieg erschüttert, welcher nun in die entscheidende Phase tritt. Der ausgesendete Erkundungstrupp der Nachtwache über die Mauer muss sich stark angeschlagen mit neu gewonnenen, jedoch schrecklichen Erkenntnissen zurückziehen. In Essos lässt Daenerys Targaryen die Stadt Qarth hinter sich, um in der Sklavenbucht Unterstützung für ihren Eroberungszug gegen Westeros zu finden.

### In den Sieben Königslanden
Stannis Baratheon zieht sich nach seiner erfolglosen Belagerung von Königsmund mit seiner dezimierten Streitmacht auf seinen gut befestigten Sitz Drachenstein zurück. Mit Hilfe seiner getreuen Priesterin Melisandre verflucht er mittels Blutmagie die aus seiner Sicht unrechtmäßigen Könige Joffrey Baratheon, Robb Stark sowie Balon Graufreud. Nach einer Vision seiner Priesterin von der bevorstehenden Langen Nacht und Rückkehr der Anderen bricht Stannis mit seiner verbliebenen Streitmacht Richtung Mauer auf, da er dort die Erfüllung seiner göttliche Bestimmung vermutet.
Ein gewaltiger Sturm zieht von Osten her über Westeros hinweg, welchem Balon Graufreud auf den Eiseninseln zum Opfer fällt. Da nun ein neuer König der Eiseninseln bestimmt werden muss, beenden die Eisenmänner ihre Besetzung des Nordens mit Ausnahme einiger Schlüsselpositionen.
Jaime Lennister wird von Catelyn Stark entgegen dem Wunsch ihres Sohnes aus der Kriegsgefangenschaft der Starks befreit, in der Hoffnung, so ihre Töchter Sansa und Arya aus der Geiselhaft in Königsmund freizubekommen. Begleitet wird Jaime von Brienne von Tarth. Sie werden jedoch von Vasallen der Starks aufgegriffen, welche Jaime die Schwerthand abschlagen und beide zur Festung Harrenhall bringen. Harrenhall steht zu dieser Zeit unter Herrschaft des Nordens durch Lord Roose Bolton. Aus Furcht vor Jaimes Vater Tywin Lennister lässt er Jaime von den verstoßenen Maester Qyburn gesund pflegen und schickt beide weiter Richtung Königsmund. Jaime kehrt aber noch einmal zurück, um Brienne aus der Gefangenschaft von Boltons Männer zu befreien und sie mit nach Königsmund zu nehmen.
Nach der Rückkehr ihres Sohnes Robb muss Catelyn feststellen, dass dieser durch eine Liebesheirat sein Versprechen gegenüber Walder Frey gebrochen hat, eine dessen Töchter zur Frau zu nehmen. Die Truppen der Freys verlassen daraufhin die Reihen der Starks. Nach dem Tod von Catelyns Vater Hoster Tully wird ihr Bruder Edmure Lord der Flusslande. Durch die geänderte militärische Lage sieht sich Robb gezwungen, seinen Eroberungskrieg im Süden abzubrechen und seine Heimat im Norden zurückzuerobern. Für dieses Unterfangen soll Edmure anstelle von Robb eine der Freys zur Frau nehmen, um deren Truppen zurück in die eigenen Reihen zu holen. Auf dem Weg zur Hochzeit wird das Heer von besagtem Sturm aufgehalten. Auf den Zwillingen angekommen, entschuldigt sich Robb bei Walder Frey und die Hochzeit wird in einer großen Feier vollzogen. Diese erweist sich jedoch als Falle. Die im Gegensatz zu den Starks nüchtern gebliebenen Truppen der Freys schlachten das betrunkene Heer mit Unterstützung des Verräters Roose Bolton ab. Robb stirbt vor den Augen seiner Mutter Catelyn, bevor auch ihr die Kehle durchgeschnitten und ihr lebloser Körper in den Fluss geworfen wird; das Ereignis geht als sog. Rote Hochzeit in die Geschichte ein.
Arya Stark befindet sich mit ihren Freunden weiter auf der Flucht. Sie werden von der Bruderschaft ohne Banner aufgriffen – Wegelagerer, welche versuchen, Recht und Ordnung im vom Krieg verwüsteten Westeros aufrechtzuerhalten. Bei einem Duell mit dem Bluthund Sandor Clegane wird ihr Anführer Beric Dondarrion tödlich verwundet, jedoch im nächsten Augenblick durch Gebete des Roten Priesters Thoros von Myr wiederbelebt. Nach einer weiteren Flucht wird Arya vom Bluthund entführt, welcher sie bei ihrer Familie gegen eine Belohnung eintauschen will. Beide werden Zeuge der Roten Hochzeit und fliehen gen Süden. In einem Gasthaus kommt es zu einem Kampf, bei dem der Bluthund verletzt wird. Die Wunde entzündet sich stark, weshalb Arya den im Sterben liegenden Bluthund zurücklässt. In einem Hafen findet sie ein Schiff, welches sie dank der Münze von Jaqen H’ghar nach Braavos bringt.
In Königsmund kommt es nach dem Sieg gegen Stannis Baratheon zu veränderten politischen Realitäten. Tywin Lennister nimmt seine Position als Hand des Königs ein, Petyr Baelish wird nach Hohenehr entsandt, um durch eine Hochzeit mit Lysa Arryn das Grüne Tal in das Königreich zurückzuholen. Tywins Sohn Tyrion nimmt nach seiner Genesung von der Schlacht den Posten des Meisters der Münze ein. Zugunsten der Verlobung zwischen König Joffrey und Margaery Tyrell wird die Verlobung mit Sansa Stark aufgelöst. Nach der Roten Hochzeit, welche Walder Frey auf Geheiß Tywin Lennisters durchführte, wird Sansa als eine der letzten Starks zum Spielball der Intrigen. Um einer Verlobung mit dem Erben der Tyrells zuvorzukommen, wird Sansa im Eilverfahren gegen den Willen beider Partner mit Tyrion vermählt.
Für die bevorstehende königliche Hochzeit reist Oberyn Martell als Repräsentant von Dorne nach Königsmund. Seit der Vergewaltigung und Ermordung von Oberyns Schwester durch Gregor Clegane, einen Ritter der Lennisters, besteht zwischen den beiden Häusern eine Blutfehde. Auf seiner eigenen Hochzeit fällt König Joffrey einem Giftanschlag zum Opfer. Während Sansa von der Hochzeitsfeier spurlos verschwindet, wird Tyrion als Hauptverdächtiger festgenommen und vor Gericht gestellt. Als Tyrion in einem Schauprozess schuldig gesprochen wird, verlangt er wie schon auf Hohenehr einen Gerichtskampf. Weil die Anklage den hünenhaften Gregor Clegane als Kämpfer aufstellt, tritt auf Tyrions Seite Oberyn Martell an, um so seine Schwester zu rächen. Oberyn dominiert den Kampf, wird aber vom tödlich verwundeten Gregor doch noch besiegt und getötet.
Jaime ist unterdessen nach Joffreys Tod nach Königsmund zurückgekehrt. Der mitgereiste ausgestoßene Maester Qyburn nimmt sich dem sterbenden Körper Gregor Cleganes an, um diesen mittels von der Citadel verbotenen Methoden ins Leben zurückzuholen. Jaime glaubt an die Unschuld seines Bruders. Nach dem Gerichtskampf zwingt er Varys dazu, Tyrion durch Nutzung der Geheimgänge im Schloss zu befreien. Tyrion schlägt durch die Geheimgänge einen Umweg ein, um seinen Vater Tywin aufzusuchen. Dort angekommen findet er im Bett seines Vaters seine eigene Konkubine Shae wieder, welche ihm während des Prozesses in den Rücken gefallen ist, und tötet sie – ebenso seinen Vater Tywin, welchen er im Streit mit einer Armbrust erschießt. Anschließend gelingt ihm mit Hilfe von Varys die Flucht aus Königsmund.
Wie sich herausstellt, hat Petyr Baelish nicht nur Sansa Stark während Joffreys Hochzeit in Sicherheit bringen lassen, sondern auch den Giftmord zusammen mit der Matriarchin der Tyrells, Olenna Tyrell, geplant und durchgeführt. Petyr bringt Sansa mit nach Hohenehr und heiratet wie vorgesehen Lysa Arryn, welche Petyr seit Kindertagen abgöttisch liebt. Petyr erzeugt durch die Anwesenheit von Sansa erfolgreich Eifersucht in Lysa, sodass diese droht, Sansa in den Tod zu stoßen. Bei dem Streit wird auch deutlich, dass Lysa im Auftrag von Petyr erfolgreich Misstrauen zwischen den Starks und Lennisters gesät hat (siehe A Game of Thrones). Petyr beruhigt Lysa zum Schein, nur um sie selbst umzubringen.
Im Epilog reist einer von Walder Freys Söhnen zu der Bruderschaft ohne Banner, um ein entführtes Familienmitglied freizukaufen. Er wird jedoch wie die Geisel von der Bruderschaft umgebracht, welche von einer wieder zum Leben erweckten Catelyn Stark, die nun als Lady Steinherz auftritt, angeführt wird.

### An der Mauer
Im Prolog wird die Expedition der Nachtwache von einer Untotenarmee der Anderen angegriffen und zum Rückzug zur Mauer gezwungen. Auf der Flucht gelingt es Samwell „Sam“ Tarly, einen der Anderen mit einem Dolch aus Drachenglas zu töten. Es kommt innerhalb der Nachtwache zu einer Meuterei, bei der Lord Kommandant Jeor Mormont getötet wird. Lediglich einem kleinen Teil der Nachtwache gelingt der Rückzug zur Mauer. Samwell wird vom Rest der Nachtwache getrennt und begegnet der Gruppe um Bran Stark. Bran kann mittlerweile per Gedankenkontrolle wie ein Warg Tiere sowie den geistig behinderten Hodor kontrollieren. Dank Sams Hilfe kann die Gruppe das Schwarze Tor öffnen und weiter Richtung Norden reisen, während Sam zur Mauer zurückkehrt.
Jon Schnee gelingt es, erfolgreich die Wildlinge zu infiltrieren. Während Manke Rayder die Hauptarmee der Wildlinge in Richtung der Schwarzen Festung schickt, wird Jon zusammen mit Ygritte Teil eines Stoßtrupps, welcher die Mauer überquert, um die Schwarze Festung von Süden her anzugreifen. Jon verliebt sich in Ygritte, bleibt am Ende aber der Nachtwache treu und flüchtet südlich der Mauer, um die Nachtwache zu warnen. Nach dem ersten Tag der Schlacht um die Mauer, bei der Ygritte stirbt, ist die Lage der Nachtwache aussichtslos, jedoch trifft rechtzeitig von Norden her Stannis Baratheons Armee ein, um die zahlenmäßig überlegenen, aber undisziplinierten Wildlinge in die Flucht zu schlagen. Manke Rayder gerät dabei in Gefangenschaft.

### Im Osten
Nach den Ereignissen in Qarth befindet sich Daenerys Targaryen mit ihrem kleinen Gefolge auf einem Schiff Richtung Pentos. Es wird jedoch beschlossen, stattdessen die Sklavenbucht anzusteuern, um eine Armee für ihr Unterfangen anzuheuern. In der Sklavenstadt Astapor angekommen, ist Daenerys entsetzt über die Grausamkeit, welche die Sklaven hier erdulden müssen. Durch eine List gelingt es ihr, die Kontrolle über eine Armee von Unbefleckten zu erlangen – strengdisziplinierte, zum Krieg erzogene Soldatensklaven, mit deren Hilfe sie alle Sklavenhalter in der Stadt töten lässt. Anschließend bietet sie allen Sklaven an, ihr als freie Menschen zu folgen. Mit ihrer neuen Armee zieht sie weiter Richtung Yunkai, wo sie nach kurzem Gefecht nicht nur alle Bettsklaven befreit, sondern sich ihr auch die dortigen Söldnertruppen ihrer Armee anschließen.
Vor der größten Sklavenstadt Meereen kommt es zum Eklat unter Daenerys’ Beratern: Der in Qarth zugestoßene alte Krieger Arstan entpuppt sich als Barristan Selmy, welcher wiederum Jorah Mormont als Spion von Varys bloßstellt. Nach der erfolgreichen Belagerung von Meereen begnadigt Daenerys Barristan, verbannt jedoch Jorah aus ihren Diensten. Da die von ihr befreiten Städte nach dem Abzug ihrer Truppen wieder der Sklaverei verfallen, sieht Daenerys die Naivität ihrer simplen Befreiungsversuche ein und beschließt, vorerst in Meereen zu bleiben, um das vernünftige Regieren eines Reiches zu erlernen.

## Erzählperspektiven
- Prolog: Chett, ein Bruder der Nachtwache
- Jaime Lennister, auch Königsmörder genannt
- Jon Schnee, der Bastard von Eddard Stark und ein Bruder der Nachtwache
- Catelyn Stark, die Witwe von Lord Eddard „Ned“ Stark
- Tyrion Lennister, auch genannt der Gnom, der Sohn von Tywin Lennister und der Bruder von Jaime und Cersei
- Sansa Stark, älteste Tochter von Eddard und Catelyn Stark
- Arya Stark, jüngste Tochter von Eddard und Catelyn Stark
- Bran Stark, Sohn von Eddard und Catelyn Stark, Erbe von Winterfell und dem Norden
- Samwell Tarly, ängstlicher Sohn von Lord Randyll Tarly und durch Mitgliedschaft in der Nachtwache enterbt
- Davos Seewert, ein ehemaliger Schmuggler, der jetzt ein Ritter im Dienste von König Stannis Baratheon ist
- Daenerys Targaryen, im Exil lebende Königin des Hauses Targaryen
- Epilog: Merrett Frey, einer der zahlreichen Söhne von Lord Walder aus dem Hause Frey

## Preise und Nominierungen
- Hugo Award – Bester Roman (nominiert) – (2001)
- Locus Award – Bester Roman (Fantasy) (gewonnen) – (2001)
- Nebula Award – Bester Roman (nominiert) – (2001)
- Geffen Award – Bestes Fantasie Buch (gewonnen) – (2002)
- Ignotus Award – Bester Roman (Ausland) (gewonnen) – (2006)